# Richard Towneley
Richard Towneley (10 de octubre de 1629 - 22 de enero de 1707) fue un matemático, filósofo natural y astrónomo inglés. Residente en Towneley Hall, cerca de Burnley en Lancashire, su tío era el anticuario y matemático Christopher Towneley (1604-1674). El catolicismo de Towneley lo aisló de algunas de las redes científicas clave de la época, como la Royal Society, pero sus colaboraciones individuales fueron significativas. Junto con Robert Boyle, contribuyó a formular la Ley de Boyle-Mariotte, o como la llamó el propio Boyle, la hipótesis del Sr. Towneley. También introdujo a John Flamsteed en el uso del micrómetro e inventó el escape de retroceso bloqueado, que se convirtió en la mecanismo regulador estándar utilizado en los relojes de péndulo de precisión, y que se sigue utilizado en los relojes de péndulo en la actualidad.

## Semblanza
Richard Towneley nació en Nocton Hall (Lincolnshire) en 1629. Era el hijo mayor de Charles Towneley (1600–1644) y de Mary Trappes (1599–1690). Los Towneley eran miembros destacados de la minoría católica en Lancashire, y leales a la casa de Estuardo durante mucho tiempo. Su hogar principal, Towneley Hall, fue ocupado por las fuerzas partidarias del Parlamento durante la primera guerra civil inglesa. Charles Towneley formó un regimiento de infantería realista, y murió en la batalla de Marston Moor en 1644.
En 1653, Richard se casó con Mary Paston (1631-1672), una católica de una influyente familia de Norfolk, conocida por las Paston Letters, una fuente histórica primaria clave para el período de 1460 a 1510. Antes de su muerte en 1672, tuvieron once hijos, entre ellos Clement (1654-1666), Charles (1658-1712), Mary Ann (1660-1712) y Frances (1663-1728).

## Carrera
Se cree que Towneley asistió a la universidad en los Países Bajos, y se sabe casi con certeza que fue alumno de la Universidad de Douai en Francia, donde se educaron sus hermanos. Confiscadas en 1652, las propiedades familiares fueron devueltas después de la restauración de 1660, aunque tuvieron que vender Nocton Hall. Esto le permitió a Towneley dedicarse al estudio de las matemáticas y de la filosofía de la naturaleza, dejando a su hermano menor Charles (1631-1712) la gestión de sus propiedades.

### Colaboración con Robert Boyle
Henry Power, de Halifax, era el médico de la familia Towneley y un amigo que compartía el entusiasmo de Towneley por la experimentación. El 27 de abril de 1661, utilizaron un barómetro, del tipo inventado por Evangelista Torricelli en 1643, para medir la presión del aire a diferentes altitudes en la colina de Pendle, en Lancashire. Como resultado, reconocieron una relación entre la densidad del aire y su presión. Power finalmente publicó los resultados en su libro "Filosofía experimental" en 1663, pero Robert Boyle vio un borrador preliminar en 1661, y parece que Towneley también examinó los experimentos con Boyle cuando visitó Londres en el invierno de 1661-62. Más tarde, en 1662, Boyle pudo publicar lo que ahora se conoce como la Ley de Boyle-Mariotte, pero a la que el propio Boyle se refirió como "la hipótesis del Sr. Towneley".

### Micrómetro de Gascoigne

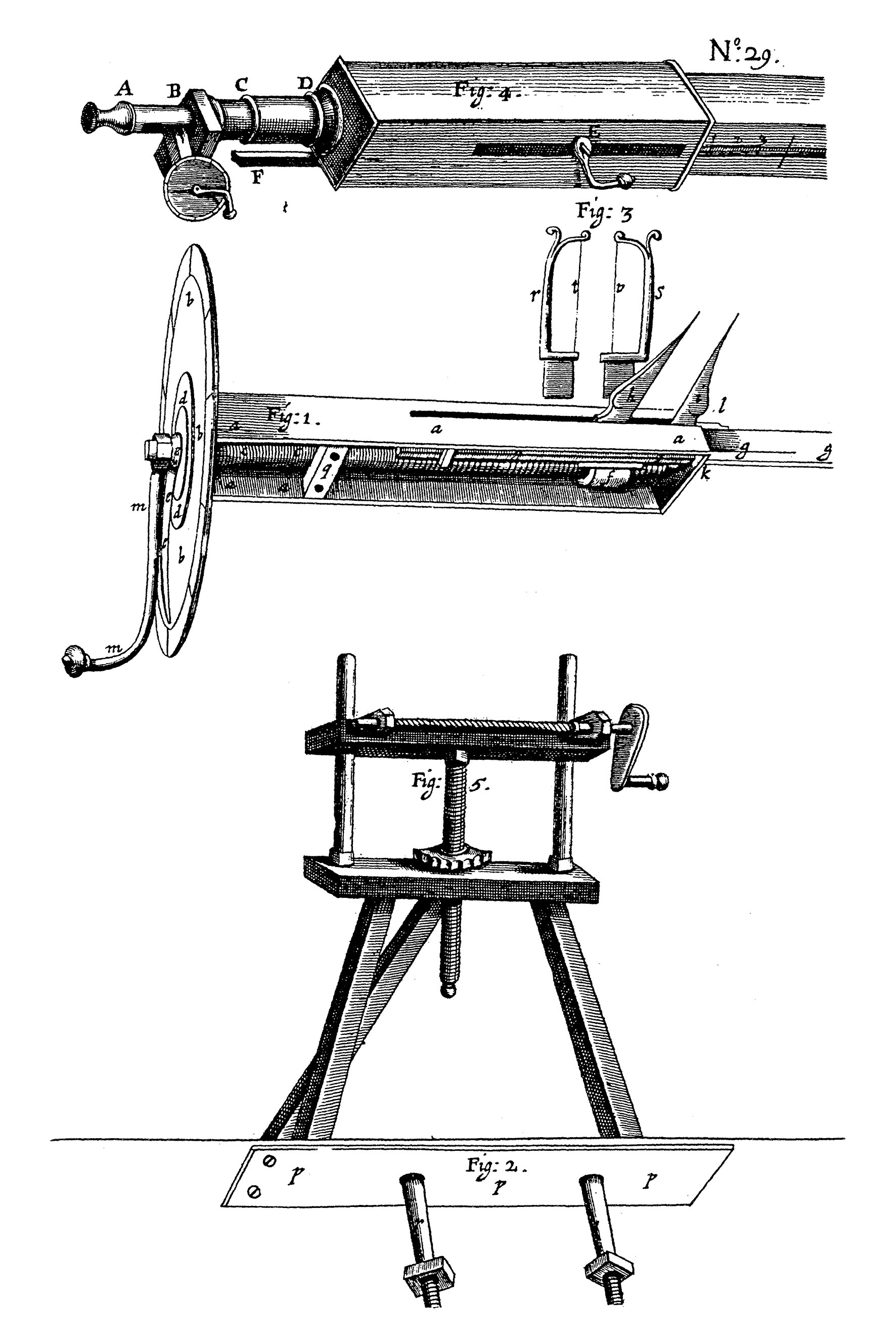
Micrómetro de William Gascoigne, según un dibujo de Robert Hooke

Towneley publicó poco de su propio trabajo, pero en mayo de 1667 envió una carta a la Royal Society "sobre la invención de dividir un pie en muchos miles de partes con fines matemáticos". Adrien Auzout había reivindicado la primacía francesa al inventar el micrómetro. Towneley escribió para señalar que Auzout no era la primera persona en haber desarrollado un dispositivo de este tipo, ya que el astrónomo inglés William Gascoigne había desarrollado uno antes de la Guerra Civil. Towneley había producido una versión mejorada de ese micrómetro y lo estaba utilizando en Lancashire. La Royal Society mostró un gran interés en el micrómetro de Towneley, y envió a la Sociedad un instrumento fabricado en Lancashire por uno de sus mecánicos. Robert Hooke informó sobre este hecho en noviembre del mismo año como "Una descripción de un instrumento para dividir un pie en muchos miles de partes, y por lo tanto, medir el diámetro de los planetas con gran exactitud", con una ilustración reproducida aquí.
Durante el invierno de 1664-65, los cielos del hemisferio norte estuvieron dominados por un brillante cometa, que fue el más notable desde el de 1618. Cuando Hooke hizo sus primeras observaciones del cometa de 1664, ideó su propio método para calcular el diámetro angular del núcleo comparándolo con el diámetro aparente del soporte de una veleta en un edificio distante y midiendo la distancia entre el telescopio y la veleta. Las mediciones angulares precisas eran de gran importancia para los astrónomos de la época y Hooke se dio cuenta de que necesitaba un instrumento preciso para este propósito. Su problema se resolvió en 1667, cuando vio el micrómetro de Richard Towneley, que se basaba en un prototipo de 1640 inventado por William Gascoigne. Este instrumento utilizaba un par de tornillos de paso fino para mover dos agujas en el plano focal de un telescopio kepleriano. Al encerrar el objeto a medir entre las agujas, su diámetro angular podía calcularse con una precisión de unos pocos segundos de arco, siempre que el observador conociera la distancia focal exacta del telescopio y el paso del tornillo que movía las agujas. Hooke publicó un grabado del instrumento para acompañar la descripción de Towneley en 1667. Su principio pasó a formar parte del núcleo de las mediciones astronómicas hasta el siglo XX.

### Correspondencia con Flamsteed
En 1965, el historiador Charles Webster pudo describir a Towneley como "esta misteriosa figura de la ciencia del siglo XVII" debido al hecho de que la información sobre él estaba dispersa en muchas obras. Solo sobrevive una obra completa de Towneley, titulada "Breves consideraciones sobre el intento del Sr. Hooke de explicar el ascenso del agua sobre pequeños bastones de vidrio con discurso preliminar", y fechada el 20 de abril de 1667. Este manuscrito autógrafo fue el lote 128 en una venta de los manuscritos de la familia Towneley, vendido en 1883. Según Webster, ahora se encuentra en la biblioteca de la Universidad de Yale. La primera publicación de Hooke, en 1661, fue un panfleto sobre capilaridad.
En 1970, Derek Howse dio a conocer más ampliamente una colección de unas setenta cartas escritas a Towneley entre 1673 y 1688 por el primer Astrónomo Real, John Flamsteed. Esta colección de cartas fue adquirida por la Royal Society en 1891. El profesor Eric G. Forbes (1933-1984) reconoció que había sobrevivido una gran cantidad de la correspondencia de Flamsteed y comenzó a recopilar y cotejar copias. Este importante trabajo continuó después de su muerte y se publicó a partir de 1995. La correspondencia de Flamsteed explica cómo Towneley y Flamsteed comenzaron una relación epistolar que proporciona una perspectiva única de los primeros años del Observatorio Real en Greenwich.
El primer corresponsal regular de Flamsteed fue John Collins, quien mantuvo una extensa correspondencia con muchos matemáticos, incluido Towneley. De su correspondencia se desprende que Flamsteed visitó Londres en junio de 1670, cuando Jonas Moore le entregó el micrómetro ilustrado por Hooke en 1667. Tanto Collins como Moore aconsejaron a Flamsteed que se pusiera en contacto con Towneley para hacer el mejor uso del micrómetro, y Flamsteed escribió por primera vez a Towneley el 24 de enero de 1671.
Flamsteed visitó por primera vez Towneley Hall en 1671 para utilizar la biblioteca que había allí. Mucho más tarde, cuando escribió a William Molyneux, Flamsteed registró cómo Christopher Towneley y Moore habían recopilado los documentos de Gascoigne, junto con algunos de Horrocks y de Crabtree. Estos finalmente fueron a parar a la biblioteca de Towneley. Flamsteed afirmó que leer los documentos de Gascoigne en menos de dos horas le proporcionó las bases para su comprensión de la óptica. Regresó para una estancia más prolongada en septiembre de 1672 para realizar mediciones, junto con Towneley, de la conjunción del planeta Marte con estrellas fijas con la intención de estimar el tamaño del sistema solar. Debido a las condiciones climáticas adversas, Flamsteed solo logró su objetivo cuando regresó a Derbyshire más tarde esa misma semana.

### Astronomía en Towneley Hall
El tío de Richard, Christopher Towneley, se había hecho amigo de varios astrónomos del norte, incluidos Jeremiah Horrocks, William Crabtree, William Gascoigne y John Stephenson, y había recopilado sus documentos. Como astrónomo, Towneley continuó la tradición de observación que Horrocks, Crabtree y Gascoigne habían establecido en el norte de Inglaterra, basándose en el trabajo de Johannes Kepler.
El principal trabajo astronómico de Towneley fue la medición de los eclipses de las lunas de Júpiter, y Flamsteed hizo copias de los resultados de Towneley tomados entre el 9 de septiembre de 1665 y el 21 de septiembre de 1672. La primera tarea de Flamsteed como astrónomo real fue continuar el trabajo de Towneley sobre las lunas de Júpiter. El mismo trabajo también estaba en marcha en el Observatorio de París y, en 1683, Flamsteed registró un catálogo de eclipses de los satélites de Júpiter para el año siguiente basado en la comunicación de, entre otros, el Sr. Towneley. Este era en ese momento el mejor método para determinar la longitud y, aunque no era adecuado para su uso en el mar, fue exitoso para determinar la longitud real de costas remotas con el propósito de corregir los mapas de la época.
Un tema habitual de las cartas de Flamsteed era el clima y cómo las nubes habían impedido sus mediciones, con la particularidad de que pudo usar los datos de Towneley en dos ocasiones. El nuevo observatorio de Greenwich estaba a punto de terminarse y se eligió un eclipse solar el 1 de junio de 1676 para las observaciones inaugurales. El día resultó nublado en Greenwich, pero Flamsteed pudo informar del evento utilizando los datos registrados por Towneley. El segundo evento fue un tránsito de Mercurio el 28 de octubre de 1677, que Towneley pudo observar a través de "nubes voladoras" durante la última parte del evento, y así cronometrar la salida de Mercurio. El único otro informe europeo de su salida provino de Aviñón, aunque Edmund Halley, ubicado mucho más al sur en la isla Santa Elena, pudo registrar el evento completo.

### Los relojes Tompion en Greenwich y el escape de retroceso bloqueado

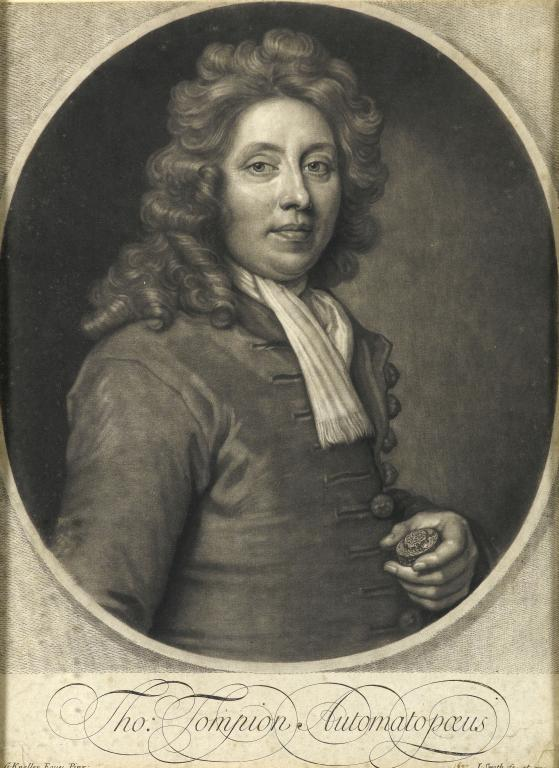
El relojero Thomas Tompion

Una vez en Greenwich, Flamsteed le pidió a Towneley que le ayudara a demostrar que la Tierra giraba a una velocidad constante. Towneley diseñó un novedoso escape para este propósito y se encargaron dos relojes astronómicos según su diseño al relojero Thomas Tompion que se instalaron en el Real Observatorio de Greenwich. Los relojes fueron pagados por un amigo de Towneley, Sir Jonas Moore, Topógrafo General de la Artillería del Rey. Towneley se había dado cuenta de que el segundero de los relojes de péndulo que utilizaban un escape de áncora se movía hacia atrás debido al retroceso, lo que causaba imprecisión. El diseño de Towneley eliminó el retroceso y fue el primero de un tipo que llegó a conocerse como escape de retroceso bloqueado.
Los relojes se instalaron el 7 de julio de 1676. El escape de retroceso bloqueado, introducido ampliamente por el relojero George Graham alrededor de 1715, era significativamente más preciso que el de áncora y en el siglo XIX se convirtió en el escape estándar utilizado en los relojes de péndulo de calidad.
Flamsteed le escribió a menudo a Towneley sobre los relojes, que estaban hechos para funcionar durante un año dándoles cuerda una sola vez. Resultó difícil mantener ambos relojes funcionando durante un año entero y, en enero de 1678, Tompion reemplazó el escape original por uno de su propio diseño. Los relojes finalmente funcionaron durante cuatro años sin parar y Flamsteed pudo demostrar que la Tierra giraba a una velocidad prácticamente constante (aunque posteriormente, con relojes más precisos, se pudo demostrar que esto no es exactamente así). Aunque Towneley y Tompion pueden considerarse las primeras personas en intentar fabricar un escape de retroceso bloqueado, no sería hasta alrededor de 1715 cuando George Graham creó un diseño que realmente tuvo éxito.

### Medición sistemática de las precipitaciones
En 1977, los meteorólogos británicos celebraron el tricentenario del inicio del registro sistemático de las precipitaciones en las islas británicas por Richard Towneley. Towneley comenzó a realizar mediciones regulares de las precipitaciones en enero de 1677 y publicó registros de las precipitaciones mensuales durante 15 años a partir de esa fecha en las Philosophical Transactions de la Royal Society en 1694. En su informe, describía las mediciones con gran detalle "para mostrarle lo poco problemático que es esta tarea; por lo tanto, espero que algunos de sus ingeniosos amigos se sientan persuadidos de emprenderla". Escribió que la localidad de Towneley en Lancashire recibía el doble de cantidad de lluvia que París. Afirmó además que la parte oriental de Lancashire estaba sujeta a más lluvia que Yorkshire debido a las nubes impulsadas por los vientos del suroeste, que caían en forma de lluvia en el terreno elevado que divide los dos condados. Además, solicitó mediciones de otros lugares para probar la afirmación de que su área tenía más lluvia que otras partes del país. Parece que solo William Derham aceptó el reto de Towneley, y publicaron conjuntamente las mediciones de lluvia para Towneley y Upminster en Essex durante los años de 1697 a 1704.
Un historiador local ha sugerido que Towneley posiblemente se vio impulsado a mantener registros de lluvia en apoyo de las actividades para sacar al aire vetas de cal en sus terrenos utilizando las crecidas de caudal de los arroyos, aunque no hay una evidencia sólida que respalde esta conjetura. Más bien, hay evidencia de que Towneley ya había expresado interés en medir las precipitaciones en diferentes partes de Inglaterra antes de 1677. En julio de 1676, Flamsteed prometió a Towneley que tomaría nota de las precipitaciones en Greenwich y expresó su opinión de que "más allá [del río] Trent llueve mucho más que aquí". Flamsteed llegó al extremo de colocar un pluviómetro en un cobertizo del Observatorio en 1677, pero nunca informó de ninguna medición.

## Otras actividades
Towneley mantuvo una estrecha amistad con el matemático belga René de Sluze. También diseñó y construyó un carruaje que pasaba con suavidad por caminos accidentados.
Una colección de sus artículos científicos restantes se encuentra ahora en la Biblioteca Bodleiana de Oxford.

## Vida posterior
Cuando Jacobo II se convirtió en rey de Inglaterra en 1685, se permitió de nuevo a los católicos participar en la vida pública y Towneley se convirtió en juez de paz. Los períodos de agitación anticatólica antes y después del Revolución Gloriosa de 1688 hicieron que se le multara, culminando con acusaciones de participación en el Complot de Lancashire de 1694, un supuesto intento de restaurar al exiliado Jacabo II.
Murió en York el 22 de enero de 1707 y fue enterrado en la iglesia de San Pedro de Burnley.